# Parque provincial del Moconá
El parque provincial del Moconá es un área natural protegida que se encuentra en la provincia de Misiones en Argentina, en el límite con Brasil. 
La finalidad del parque, es de preservar los saltos del Moconá, es la de conservar el ecosistema representativo de la selva misionera, como de igual manera lo hace el parque estatal del Turvo ubicado en la margen brasileña del río Uruguay, en el estado de Río Grande del Sur.
El parque toma su nombre de la expresión guaraní que significa «El que todo lo traga».

## Creación del parque
La reserva Moconá fue creada por decreto n.º 1900/1967 luego de que Juan Alberto Harriet y León Laharrague, propietarios del terreno, donaran las 999 ha 63 a 95 ca donde se encuentran los saltos con el propósito de su conservación.
Sobre la base de la reserva Moconá, el parque provincial del Moconá fue creado mediante el decreto n.º 1434/1988 de 4 de junio de 1988 y ratificado 27 de junio de 1991 por medio de la ley provincial n.° 2854, con la intención de preservar el entorno de los saltos.

ARTÍCULO 1.- Créase el "PARQUE PROVINCIAL DEL MOCONÁ" ubicado en el Departamento y Municipio de San Pedro, sobre tierras de propiedad de la provincia de Misiones; en una superficie de 999 hectáreas 63 áreas 95 centiáreas, siendo sus límites;
 AL NORTE: el Arroyo Pepirí Miní o Yabotí Guazú.
 AL NORESTE: una línea recta de setecientos cincuenta (750) metros de longitud que une el Arroyo Pepirí Miní con el Río Uruguay, lindando con el Lote I - Fracción "B" de propiedad privada.
 AL SURESTE, SUR Y SUROESTE: el Río Uruguay.
 AL OESTE: por una línea recta de mil seiscientos cincuenta (1.650) metros de longitud, lindando con el Lote I - B de propiedad privada.

La ley nacional n.º 24288 sancionada el 1 de diciembre de 1993 y promulgada el 22 de diciembre de 1993 declaró monumento natural nacional al tramo del río Uruguay comprendido entre las desembocaduras del arroyo Yabotí y del río Pepirí Guazú en donde se localizan los saltos del Moconá. La ley prohibió realizar cualquier tipo de obras, construcciones o actividades que alteren o modifiquen el escenario natural, excepto obras menores de infraestructura como pasarelas o muelles. Dado que la provincia de Misiones no ha cedido su dominio y jurisdicción sobre el área declarada monumento natural nacional, como requiere el artículo 3 de la ley n.º 22351, el monumento natural no ha sido incluido dentro del Sistema Nacional de Áreas Protegidas que administra la Administración de Parques Nacionales. La administración es realizada por el Ministerio de Ecología y Recursos Naturales Renovables de Misiones.

## Características generales
Los saltos del Moconá se extienden a lo largo de casi 3 km, con la particularidad de que las caídas de agua son paralelas al cauce del río. Esto se debe a una falla geológica a lo largo del curso del río Uruguay que formó un barranco o paredón de unos 3 km de largo en la ribera, en forma paralela al curso del río. A este barranco llegan los ríos Yabotí, Pepirí Guazú, Serapio y Calixto, descargando sus aguas y formando una serie de longitudinal de caídas de hasta 25 metros de altura.
El parque provincial del Moconá está incluido dentro de la reserva de la biosfera Yabotí, creada el 26 de agosto de 1993 mediante la sanción de la ley provincial n.º 3041.

## Flora
La cobertura vegetal del parque presenta las características generales de la ecorregión selva misionera, con estratos o planos altitudinales en los cuales se desarrollan los ejemplares de las diversas especies.  En el nivel más alto se encuentran ejemplares de ibirapitá (Peltophorum dubium), anchico colorado (Parapiptadenia rigida), cedro (Cedrela fissilis) y grapia (Apuleia leiocarpa). En el plano inferior son frecuentes el raboitá (Lonchocarpus leucanthus), el cancharana (Cabralea canjerana), el peteribí morotí (Bastardiopsis densiflora), el ambay guazú (Schefflera morototoni) y el guayaibí (Patagonula americana). Simultáneamente, yacaratiá (Jacaratia dodecaphylla), pindós (Syagrus romanzoffiana), ambaís (Cecropia pachystachya) y yabuticaba (Myrciaria trunciflora) entre otros, determinan el nivel arbóreo.

## Fauna
La fauna es sumamente rica y variada. El ambiente selvático, la orografía de barrancos y la presencia de cursos de agua son el hábitat de corzuelas coloradas (Mazama americana), tapetís	(Sylvilagus brasiliensis), tapires anta	(Tapirus terrestris), monos caí	(Cebus apella), roedores como el cuis grande (Cavia aperea), la ardilla gris (Sciurus aestuans), la mulita grande (Dasypus novemcinctus) y serpientes como la tigra cazadora (Spilotes pullatus).
Las aves están ampliamente representadas por diversidad de especies, algunas de ellas raras, escasas o sobre las que pesa algún grado de amenaza. Se ha registrado la presencia de ejemplares de macuco (Tinamus solitarius), yacutinga (Aburria jacutinga), yasiyateré grande (Dromococcyx phasianellus), lechuzón mocho grande (Pulsatrix perspicillata), pato crestudo (Sarkidiornis melanotos), carpintero cara canela (Dryocopus galeatus), atajacaminos coludo (Macropsalis creagra), pájaro campana (Procnias nudicollis), arrasarí banana (Baillonius bailloni) y carpintero verde (Piculus aurulentus) entre otros.
La biodiversidad del parque incluye varias especies registradas de mariposas, entre ellas las llamadas Julia (Dryas iulia), porá (Morpho helenor), alas sangrantes (Biblis hyperia), hoja azul (Memphis moruus), malaquita (Siproeta stelenes), ochenta(Diaethria candrena), ochenta y ocho (Diaethria clymena), pará miní (Callicore hydaspes) y zafiro común (Doxocopa laurentia).